# Лесные пожары в Сибири (2022)
Лесные пожары в Сибири в 2022 году — продолжавшиеся с конца апреля по конец сентября масштабные лесные пожары. Возгорания были сконцентрированы в Красноярском и Алтайском краях, Иркутской, Кемеровской, Омской, Новосибирской областях и Хакасии. Общая площадь пожаров (на 15 мая) — около 20 тысяч гектаров, а с начала 2022 года — более 100 тысяч гектаров. Возможные причины возгораний — неосторожное обращение с огнём во время пикников на майских праздниках, замыкания ЛЭП и подстанций или возгорания сухой травы.

## Причины

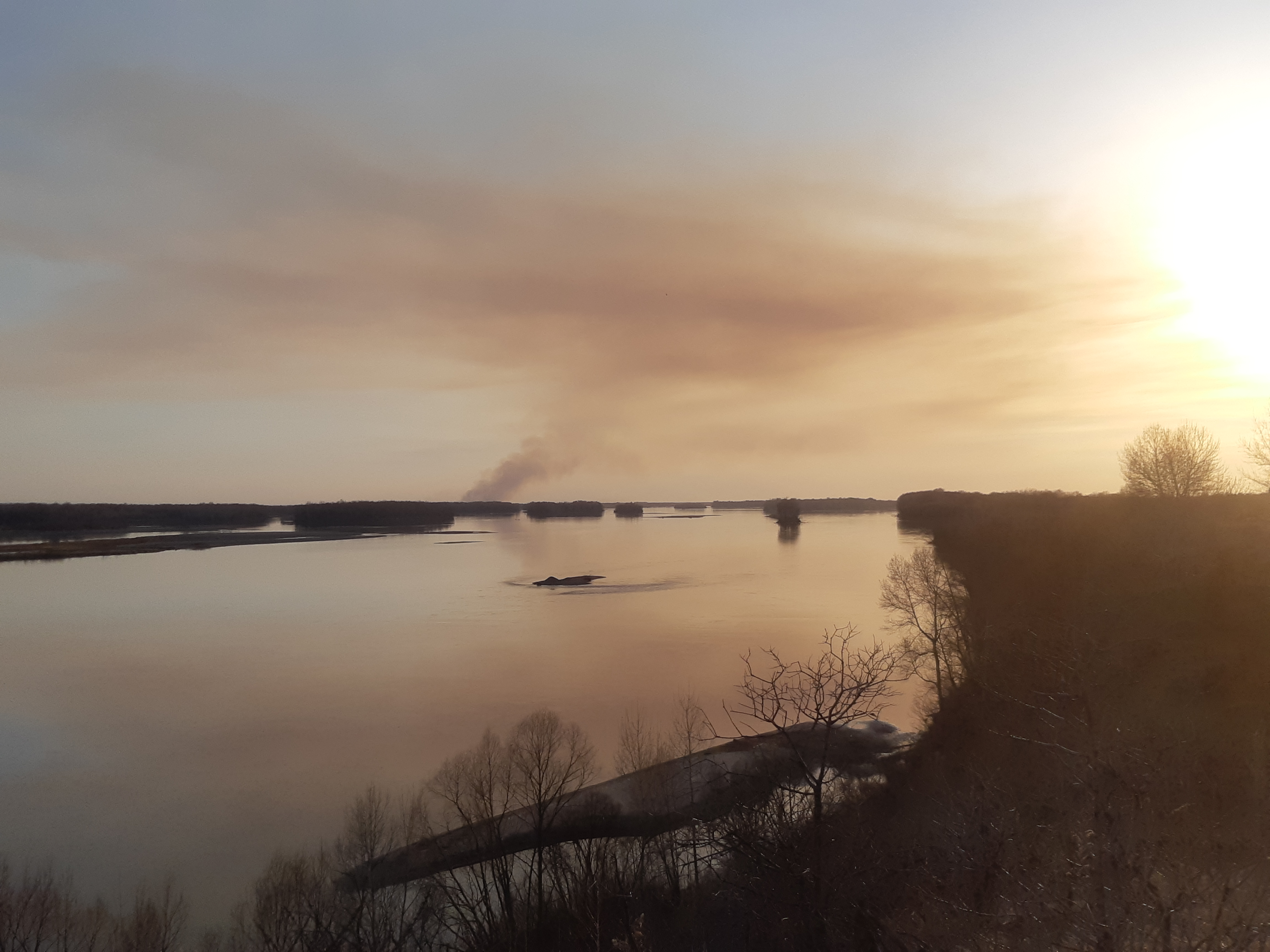
Пожар в мелколесье поймы Оби в Быстроистокском районе Алтайского края 16 апреля 2022 г. Температура воздуха +22°С, снег сошёл более 10 дней назад, осадки не выпадали 2 недели

Основной причиной масштабных лесных пожаров в Сибири начиная с конца 1990-х годов является изменение климата. Непосредственно весной 2022 года на юге Сибири произошло наложение сразу нескольких неблагоприятных погодных явлений, вызванных климатическими аномалиями. 

### Неравномерное распределение осадков по году
Хотя среднегодовое количество осадков в Сибири за последние годы практически не уменьшилось, а на ряде территорий даже выросло, распределение их по году стало значительно неравномерным. Так на Юге Западной Сибири, прежде всего в Омской, Новосибирской областях, Алтайском и Красноярском краях, республиках Хакасии и Тыве в апреле-мае и августе-сентябре стал фиксироваться острый дефицит осадков, тогда как в июне-июле они могут выпадать в избыточном количестве. Такая ситуация за последние 10 лет наблюдалась шесть раз: в 2012, 2014, 2017, 2020 — 2022 годах. Причём в последние три года проблема стала наиболее острой. Например, на всей территории Алтайского края с 24 апреля по 15 мая (три недели) не случилось ни одного дождя с количеством осадков более 2 мм (минимально необходимое для снижения пожарной опасности). Лишь 16 и 20 мая в отдельных районах восточной части края выпали дожди в количестве от 2 до 10 мм. На большей же части территории за весь май количество осадков не превысило 3 мм. 

### Ранний сход снежного покрова

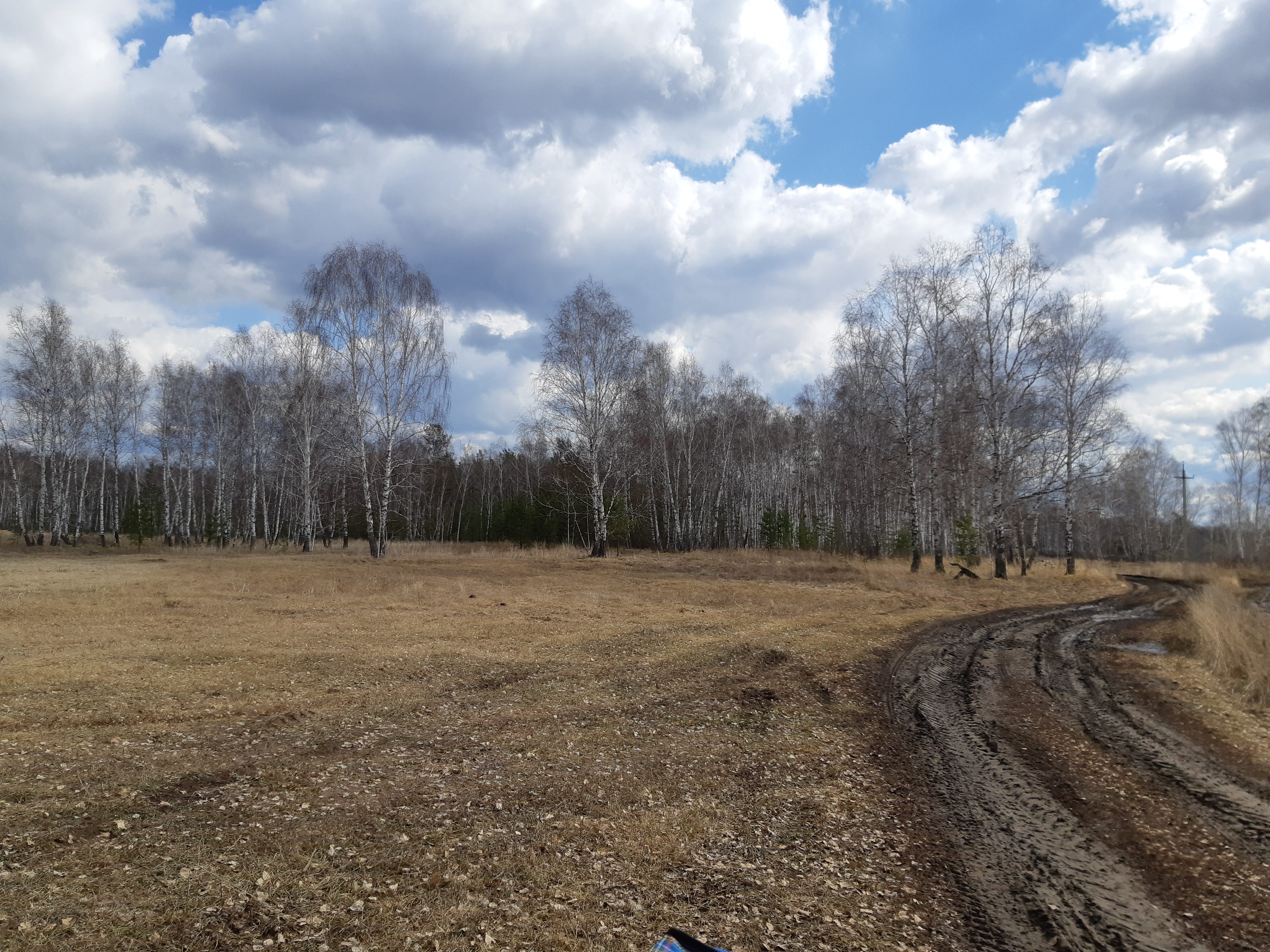
Полное отсутствие снега 9 апреля 2022 года. Быстроистокский район Алтайского края. Через шесть дней в этом месте произошел серьезный пожар

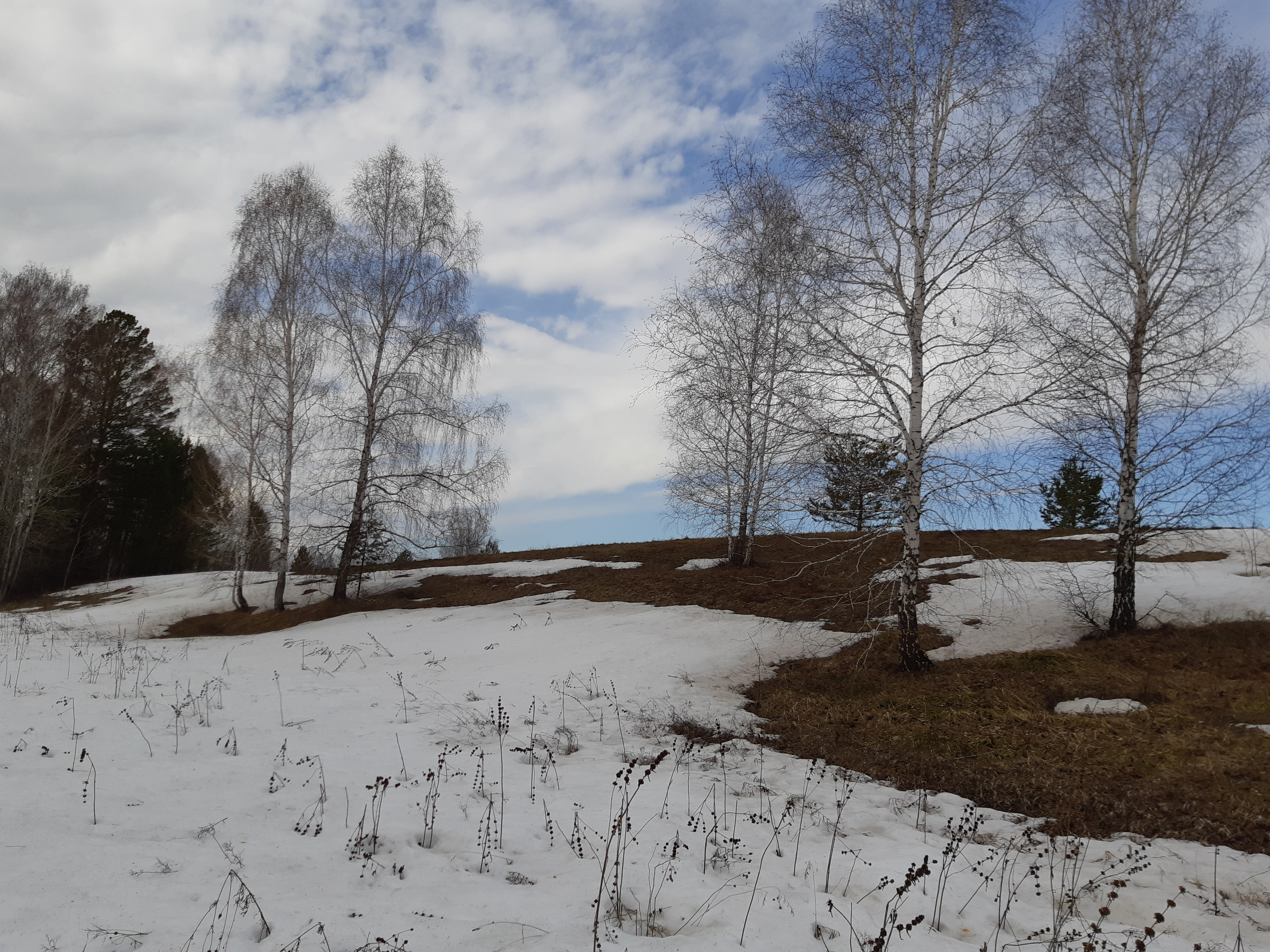
... примерно это же место 17 апреля 2021 года. Нормальное количество оставшегося снега для этого времени года

Значительно раньше стал сходить снежный покров и устанавливаться теплая погода. На большей части территории Алтайского края снежный покров в 2022 году полностью сошёл уже 9 апреля, что на 10-12 дней раньше нормы. Ранний сход снежного покрова за последние 10 лет наблюдался пять раз: в 2012, 2014, 2016, 2020 и 2022 годах.

### Повышение температур воздуха весной и осенью
Также значительно раньше стали устанавливаться высокие температуры воздуха. На юге Алтайского края и в Хакасии уже в первой половине апреля в послеполуденные часы фиксировались температуры выше +25°С, что выше нормы на 4-6°С, а ночные — выше 0°С. В конце апреля-начале мая дневные температуры стали устойчиво превышать +30°С, а в середине мая на отдельных территориях +35°С. Подобная ситуация в течение последних 10 лет наблюдалась практические ежегодно кроме 2018 и 2019 годов.
Период высоких температур воздуха за последние 20 лет устойчиво распространился на сентябрь. Так в 2022 году в период с 4 по 7 сентября на большей части территории края наблюдались дневные температуры выше +30°С, а 7 сентября — температура превышала +35°С, а на отдельных территориях достигала +37 .. +39°С, обновив не только сентябрьские, но и годовые абсолютные максимумы. Аномально жаркие сентябри наблюдались в 2003, 2007, 2010, 2013, 2016, 2018 и 2022 годах.

### Суховеи
Суховейные ветры, характерные для Сибири, в последние 10 лет стали начинать дуть значительно раньше — уже в последней декаде апреля, при этом их частота повторения и продолжительность увеличились. 

### Сухие грозы
В второй половине мая с появление свежей травы весенняя пожарная опасность понижается, но в последние годы летом на многих территориях Сибири стали частыми сухие грозы, и они становятся основной причиной лесных пожаров в мае-июле.

### Совпадение пожарных максимумов с активизацией хозяйственной и рекреационной деятельности
В условиях изменившегося климата весенняя пожарная опасность возрастает многократно. Если до 2012 года четвёртый класс пожарной опасности в центральной и восточной части Алтайского края устанавливался обычно после 9 мая и то не каждый год, когда поля были уже в основном распаханы, прошлогодняя растительность значительно гумифицировалась, рекреационный пик майских праздников завершался, то за в последние 10 лет эти значения достигаются уже в апреле, а к майским праздникам пожарная опасность возрастает до пятого (высшего) класса. 
Так пятый класс пожарной опасности на большей части территории Алтайского края в апреле-мае устанавливался в 2012, 2014, 2017, 2020-2022 годах, хотя до 2012 года такое наблюдалось только в юго-западных засушливых районах. Установление высоких классов пожарной опасности стало совпадать с весенней активизацией хозяйственной деятельности в полях и лесах и рекреационных мероприятий (рыбалка, охота, пикники, дачи), что вызывает массовое возникновение очагов природных пожаров в полях и поймах рек, их быстрое распространение по сухой прошлогодней растительности и переход на лесные массивы, населённые пункты, дачные участки.

## Последствия
Были зафиксированы сотни пожаров, затронувших в частности:
- Красноярский край (площадь пожаров — 1690 гектаров[10]; 9 человек погибло[11]) — более 518 домов[12], среди них:

- город Уяр (Уярский район) — 201 дом;
- село Белый Яр (Ачинский район) — 39 домов;
- деревня Павловка (Боготольский район) — выгорела практически полностью;
- деревня Ашпатск (Дзержинский район) — выгорела практически полностью;
- деревня Талажанка (Казачинский район) — выгорела практически полностью;
- город Канск (Канский район) — десятки дачных строений;
- база отдыха «Лес»;

- Иркутская область — 41 дом[13];
- Хакасия (площадь возгораний составила более 9000 гектаров, что в два раза больше прошлогодних пожаров)[14].
- Омская область (1 человек погиб[15]) — более 200 жилых домов[16];

- город Называевск (Называевский район) — 88 домов. Пожар оказался неожиданным:  В городе начались предпраздничные мероприятия в честь 9 Мая, стартовал забег «Za мир», а к 15 часам в местном доме культуры готовились к финалу конкурса патриотической песни. Мирную жизнь города испортил поднявшийся к полудню штормовой ветер. Скорее всего, непогода стала причиной короткого замыкания на трансформаторной подстанции посреди поля сухой травы. Дальше всё сработало по принципу пороховой бочки: огонь начал пожирать ближайшие здания и порывами ветра перекидываться на соседние улицы.
- посёлок Новоалександровка (Омский район) — 24 здания;

- Курганская область (площадь пожаров — 4027 гектаров[10]);
- Алтайский край (площадь пожаров — 2017 гектаров[10]), в апреле-мае по краю сгорели сотни дачных участков со строениями, серьёзно пострадал Кислухинский заказник, ленточные боры в Угловском, Михайловском и Завьяловском районах.

По состоянию на 11 мая сгорели 1298 здания в 72 населённых пунктах (из них 730 жилых домов), погибло минимум 17 человек, в том числе один ребёнок. Около 2000 человек остались без жилья.
7 мая губернатор Красноярского края Александр Усс объявил режим чрезвычайной ситуации. Президент России Владимир Путин после прослушивания докладов губернатора Александра Усса поручил тому оказать помощь. На борьбу с пожарами выслали МЧС, заключённых и сотрудников местной колонии.